# Instituto Histórico e Geográfico de Mato Grosso do Sul
O Instituto Histórico e Geográfico de Mato Grosso do Sul (IHG-MS) é uma instituição cultural do estado brasileiro de Mato Grosso do Sul, fundado no dia 3 de março de 1978. Sua sede fica localizada em um sobrado tombado da Esplanada dos Ferroviários da cidade de Campo Grande, capital do estado. Os documentos e livros de seu acervo retratam aspectos geo-históricos do estado, principalmente a respeito da construção e legitimação de uma identidade multicultural. O Instituto é considerado "a casa da memória de Mato Grosso do Sul" e principal referência da história e cultura sul-matogrossense.

## História

### Antes de 1978
A fundação do IHG-MS foi consequência direta da divisão do estado de Mato Grosso no ano de 1977. O instituto veio, então, a substituir o papel do Instituto Histórico e Geográfico de Mato Grosso na região. Neste processo, o IHG-MS teve o importante papel de construir uma historiografia para o recém fundado  estado, criando-se, assim, um "passado glorioso e um futuro promissor" que viria a legitimar a constituição e reconhecimento do Mato Grosso do Sul.

### Fundação
A origem do IGB-MS ocorreu no período de interstício do processo de implantação do estado de Mato Grosso do Sul. Segundo o historiador Carlos Magno Amarilha,  os "homens de letras" da região sul do antigo estado de Mato Grosso, isto é, intelectuais sul-mato-grossenses, sócios da Academia de Letras e História de Campo Grande (ALH-CG), que foi fundada em 1972, fundaram o IHG-MS e a Academia Sul-Mato-Grossense de Letras no mesmo ano, em 1978.

### Pós-1978
Criada em 1978, tendo por base os demais Institutos Históricos e Geográficos do Brasil, a instituição possui quarenta cadeiras com os respectivos patronos. Dentre seus objetivos está a publicação de obras acerca da história e geografia do estado de Mato Grosso do Sul.
As publicações do IHG-MS, selecionadas ou escritas por seus sócios, demonstraram objetivos congruentes com o processo de unificação territorial, regional e social do recém-fundado estado. Nas obras tanto literárias, quanto historiográficas, tradições (reais ou inventadas), são invocadas por meio da construção ou resgate de ícones históricos.
Desde o ano de 2007, o instituto fica situado em um sobrado histórico no conjunto ferroviário no centro de Campo Grande, região tombada como patrimônio histórico, cultural e imaterial.
No ano de 2019, um documentário sobre o IHG-MS foi lançado em um canal aberto da televisão regional.

## Atividades
O Instituto possibilita a atuação de pesquisadores de variadas áreas do conhecimento provenientes de universidades da região, como a Universidade Federal do Mato Grosso do Sul, Universidade Federal da Grande Dourados e Universidade Católica Dom Bosco. Além disso, oferece palestras e visitas guiadas a escolas de nível médio e fundamental, bem como a formação de professores na área de História e Geografia. Juntamente ao Instituto do Patrimônio Histórico e Artístico Nacional, oficinas de conservação e salvaguarda de documentos são ministradas nas cidades de Campo Grande e Ponta Porã. Recorrentemente, realiza parceirias com a Fundação de Cultura de Mato Grosso do Sul.

## Acervo
O acervo de publicações do IHGMS ultrapassa o volume de 120 livros sobre a história e geografia regional para consulta em nossas dependências. Já o acervo de salvaguarda congrega obras de historiadores, escritores e memorialistas da história do estado, como  Hélio Serejo, Vespasiano Barbosa Martins, Otávio Guizzo e Francisco Leal de Queiróz, entre outros. Sua hemeroteca conta com mais de 150 mil imagens de jornais, datadas desde 1927 e, atualmente, digitalizadas. Todo o acervo é disponilbilizado via acesso aberto e gratuito.
O instituto posui uma coleção de jornais que conta com milhares de edições, bem como um acervo de cartas. Uma coleção denominada ‘Enciclopédia das Águas’, traça um panorama detalhado a respeito dos rios, córregos e cachoeiras da cidade.

## Controvérsias
A historiadora Marisa Bittar destaca a diferença de discurso historiográfico sobre o movimento divisionista entre as publicações do IHG-MT e o IHG-MS. Por um lado, a historiografia de Mato Grosso tratou o tema de forma abreviada e depreciativa. Por outro lado, a historiografia de Mato Grosso do Sul tendeu a exagerar a performance dos atores históricos divisionistas.
O movimento divisionista foi, recorrentemente, celebrado pelos sócios do IHBG-MS em suas obras. Por meio de uma história linear, os eventos históricos em torno deste movimento foram, repetidas vezes, construídos via uma narrativa ideológica, cuja intenção era criar uma história fundadora de Mato Grosso do Sul e legitimar uma identidade propriamente sul-mato-grossense.

## Pronunciamentos
No ano de 2020, o IHG-MS se pronunciou condenando o desmatamento do Parque dos Poderes da cidade de Campo Grande, região de preservação ambiental da capital do estado que é, reconhecida pela ONU por seu histórico manejo florestal urbano. O Instituto possui como uma de suas atribuições o estudo e divulgação não apenas da história e geografia do estado, mas também de sua arte, estética, meio ambiente e turismo. Desta forma, em nota, relataram seu dever de manifestar-se contra a redução da área floresta da região, "em respeito à memória do confrade Francelmo de Barros, herói da saga em defesa do ambiente em nossa terra, e também por se constituir em precedente capaz de colocar por terra essa longa e permanente luta".

## Publicações

### Coleções
- Série Memória Sul-mato-grossense, 39 volumes (Obras inéditas com textos dos séculos XIX e XX).[2][7]
- Série Eu sou História, s.n. volumes, (História orail de pessoas da terceira idade).[3]

### Livros
- Síntese de História de Mato Grosso (1992), de Lenine Campos Póvoas.
- O homem e a terra (1993), de  Lélia Rita Euterpe de Figueiredo Ribeiro.
- Pioneiros da Arquitetura e da construção de Campo Grande (2000), de Ângelo Marcos Vieira de Arruda.
- História da fundação de Campo Grande (2001). Eurípedes Barsanulfo Pereira.
- História de Mato Grosso do Sul (2002), de Hildebrando Campestrini e Acyr Vaz Guimarães.
- A guerra do Paraguai : verdades e mentiras  (2002), de Acyr Vaz Guimarães
- Fronteiras Guaranis (2002), de José de Melo e Silva.
- O municipio de Campo Grande de 1922 (2002), de Arlindo de Andrade
- O município de Campo Grande (2003), de Rosário Congro.
- Campo Grande de Outrotra (2004), de Valério D’Almeida.
- A Saga dos Rodrigues: 150 anos de História em Mato Grosso do Sul (2005).[3]